# Артемидор Далдианский

Разворот первого издания «Онейрокритики» на латинском языке

Титульный лист издания «Онейрокритики» 1518 года

Артеми́дор Далдиа́нский (Ἀρτεμίδωρος ὁ Δαλδιανός, II век) — автор «Онейрокритики». Был родом из Эфеса, однако предпочитал прозвище Далдианский, в честь лидийского города Далдия, где родилась его мать, для того, чтобы его сочинения не были спутаны с работами Артемидора Эфесского. По-видимому, жил при императорах Антонине Пии и Марке Аврелии.
Артемидор известен благодаря единственному сохранившемуся своему сочинению «Онейрокритики» (Ὀνειροκριτικά) о толковании сновидений, которое состоит из пяти книг, целиком дошедших до нашего времени. Первые три книги посвящены Кассию Максиму — вероятно, софисту Максиму Тирскому. Последние две книги обращены к Артемидору, сыну Артемидора, которого он наставляет в учении снотолкованию.
По собственному утверждению, Артемидор тщательно собирал материал о сновидениях и их толковании из произведений предшественников и во время путешествий по Римской империи — в Италии, Азии и Греции. Он ссылается на таких авторов, как Антифон Афинский, Деметрий Фалерский, Артемон Милетский и Аристандр Телмесский, и зачастую критикует их за отсутствие систематического подхода.
Первая книга «Онейрокритики» начинается с определения термина сновидения и разграничения обычного сновидения (ἐνύπνιον) и вещего сна (ὄνειρος): первое обычно указывает на настоящее, в то время как последний предсказывает будущее. Среди вещих снов Артемидор выделяет прямосозерцательные (θεωρηματικοί) сны, или видения, в которых напрямую показано будущее, и аллегорические (ἀλληγορικοί) сновидения, в которых будущее предсказано метафорически. Именно аллегорическим снам и способам их толкования посвящено сочинение Артемидора.
Далее Артемидор детально классифицирует аллегорические сновидения и описывает методику толкования сновидений, суть которой выражена так: «… ведь снотолкование и есть не что иное, как сопоставление подобного» (II, 25). Поэтому методика заключается в построении метафорических или метонимических связей между объектами и ситуациями сновидения и реальности. Почти во всех случаях Артемидор разъясняет причину аналогии: «Заливные луга на пользу одним лишь пастухам, для остальных же они означают безработицу, а для путников препятствия, потому что эти луга бездорожны» (II, 28).
Артемидор применяет индивидуальный подход к толкованию сновидений: скрытый смысл зависит от пола, возраста, социального положения, профессии. Например: «Гестия и её статуи означают для должностных лиц совет и поступление доходов; для простых людей — собственную жизнь; для правителя или царя — полноту их власти» (II, 37). Часто Артемидор использует сходство слов для интерпретации сновидений: «Одному атлету приснилось, что он забеременел и родил двух черных девочек (κόραι). Он ослеп, а зрачки (κόραι) его глаз стали выпуклыми и почернели» (V, 44).
Первые четыре книги «Онейрокритики» содержат указания для толкования разнообразных объектов и ситуаций, увиденных во сне, в то время как пятая книга представляет собой собрание своего рода учебных примеров.
Впервые «Онейрокритика» была издана по-гречески в Венеции в 1518 году у Альда Мануция. В 1539 году Ян Корнарий опубликовал в Базеле латинский перевод, который использовал Никола Риго при издании в 1603 году в Париже «Онейрокритики» на латыни и греческом с комментариями.
Артемидор упоминает, что является автором других работ о прорицании. Согласно Суде, это были «Ойоноскопика» (Οἰωνοσκοπικά) о предсказании по поведению птиц, ауспициям, и «Хироскопика» (Χειροσκοπικά) о предсказании по ладони, хиромантии. Эти произведения не сохранились.